# Fuentes (Cuenca)
Fuentes es un municipio y localidad española de la provincia de Cuenca, en la comunidad autónoma de Castilla-La Mancha. El término municipal tiene una población de 467 habitantes (Ine 2021).  

## Geografía
Integrado en la comarca de Serranía Media, se sitúa a 19 km del centro de Cuenca. El término municipal está atravesado por la carretera nacional N-420 entre los pK 444 y 457, además de por la carretera autonómica CM-220 que une Cuenca con Albacete. La carretera N-420 cruza el puerto de Rocho (1150 m)
El relieve del municipio está definido por la Serranía de Cuenca, entre cuyas elevaciones discurren algunos arroyos y barrancos. La altitud oscila entre los 1248 m al noreste (pico Puerto) y los 960 m al norte, a orillas del río de las Moscas. El pueblo se alza a 1023 m sobre el nivel del mar.
| Noroeste: Cuenca y Arcas   | Norte: Cuenca                  | Nordeste: Cañada del Hoyo      |
| Oeste: Arcas               |                                | Este: Cañada del Hoyo y Reíllo |
| Suroeste: Cuenca (exclave) | Sur: Monteagudo de las Salinas | Sureste: Reíllo                |

### Hidrografía
A unos 5 o 6 km de la población se encuentran las Torcas del Águila, el Torcazo y la llamada del Tío Regalo. La leyenda cuenta que en la Torca del Agua, cuando el agua caída la llenaba y el caudal llegaba a la altura del nido del águila, el agua rompía la "nava", provocando un paisaje pantanoso que se divisaba desde el puerto del Rocho.
Hacia el otro lado de la población, está el complejo lagunar de Fuentes. La laguna del Ojo de la Corva, la de los Cedazos o la laguna Negra, llamada así por el color de sus aguas en determinados momentos del año, dan vida a numerosas leyendas.

## Demografía
Fuentes cuenta con una población de 468 habitantes (INE 2024).
| Gráfica de evolución demográfica de Fuentes entre 1842 y 2021 |
| |
| Población de derecho según los censos de población del INE Población de hecho según los censos de población del INEEntre el censo de 1857 y el anterior, crece el término del municipio porque incorpora a Zomas |

## Historia
El origen del actual pueblo de Fuentes hay que buscarlo a partir de la conquista de la ciudad de Cuenca por las tropas de Alfonso VIII, en 1177, y de su avance repoblador hacia levante. Ya este lugar había sido habitado por generaciones anteriores (celtíberos, íberos, visigodos, etc.). 
Conquistada Cuenca por el monarca Alfonso VIII en 1177 y tras su avance hacia Moya ordenó la repoblación de los terrenos conquistados con el principal objetivo de reforzar y defender el territorio tomado a los moros.  
Los cristianos repobladores, en su mayor parte procedentes de Extremadura, se sintieron atraídos por este lugar y se instalaron en la misma cabecera del río de las Moscas. 
Sobre el mismo nacimiento del Moscas se construyó un puente.
La aldea fue creciendo y prosperando hasta ser declarada villa independiente por Real Privilegio en el año 1557.

## Paleontología

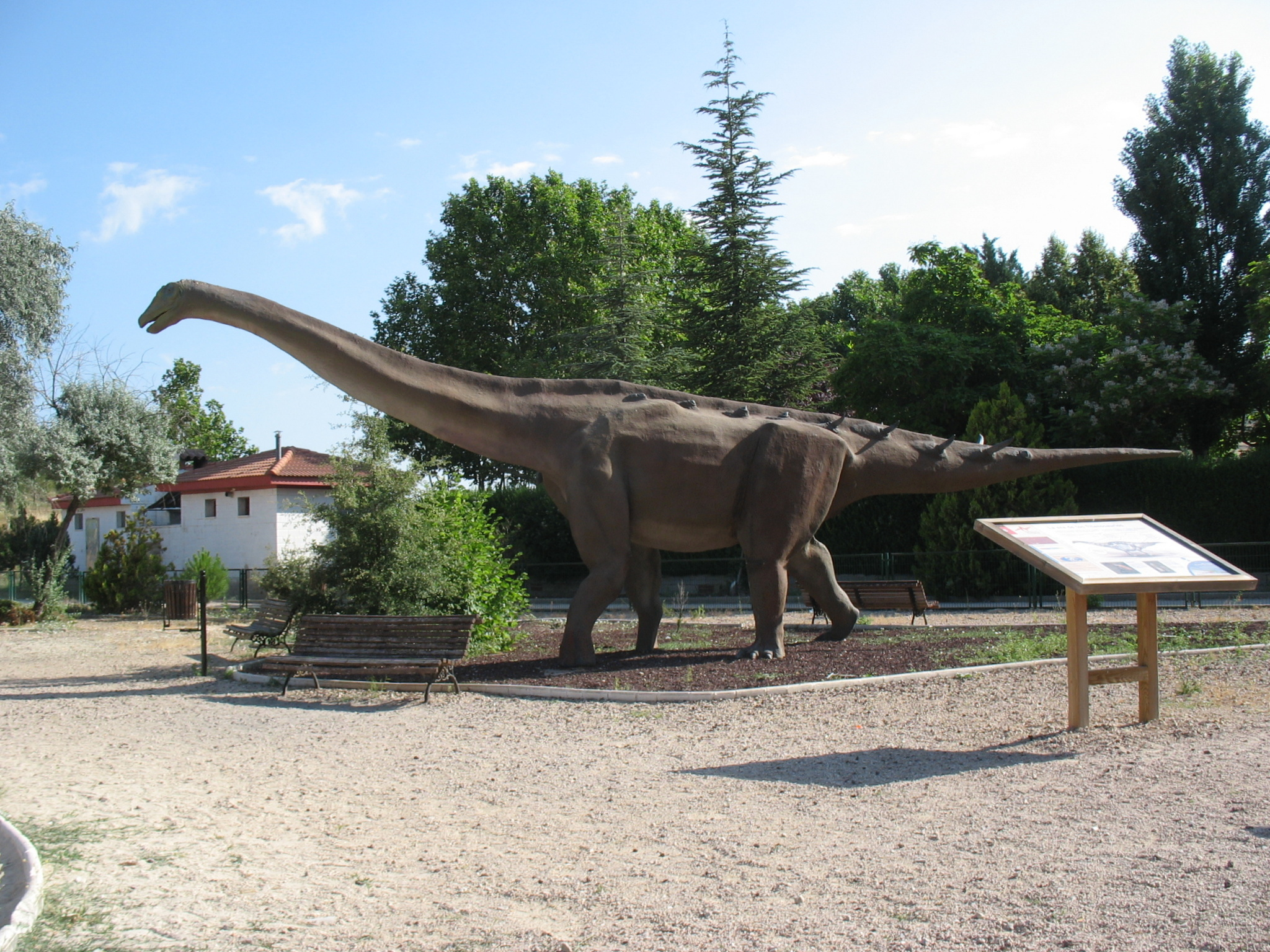
Figura del titanosaurio Lohuecotitan pandafilandi en un parque de Fuentes. Basada en los restos fósiles encontrados en el cercano yacimiento paleontológico de Lo Hueco.

En 2007, mientras se realizaban los movimientos de tierra para la construcción de la línea del tren de alta velocidad Madrid-Cuenca-Valencia, se descubrió el yacimiento paleontológico del Cretácico Superior (Campaniense superior - Maastrichtiense inferior) de Lo Hueco, que se estimó en 70 millones de años de antigüedad y del que se han extraído ya más de 8000 fósiles.
Se trata del yacimiento de dinosaurios más importante del Cretácico Superior de Europa, en este sentido, el paleontólogo y codirector de la excavación del yacimiento, Francisco Ortega, destacó que 'Lo Hueco' aporta información sobre un entorno del Cretácico que hasta ahora era muy poco conocido en Europa Occidental.

## Administración

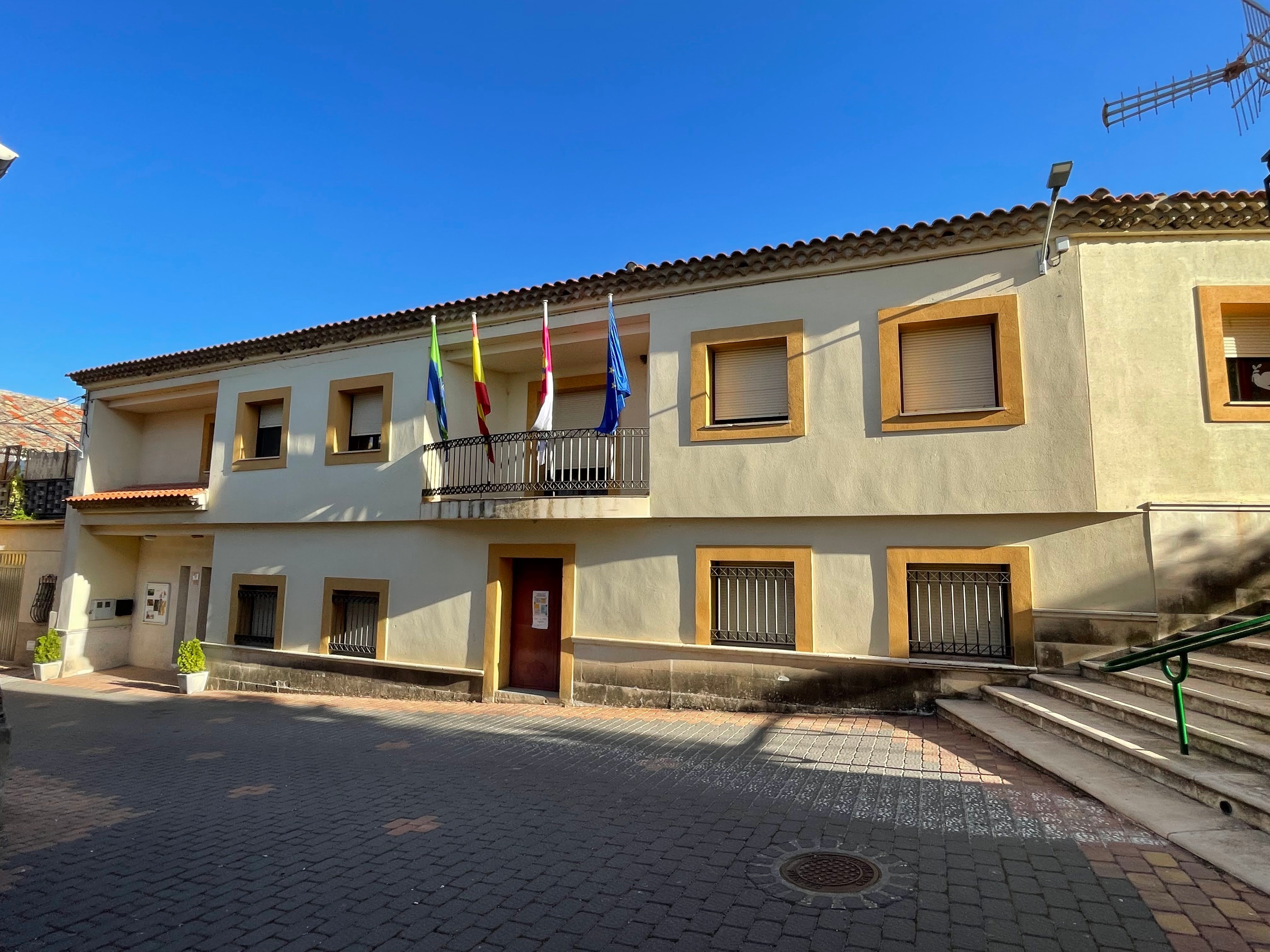
Ayuntamiento de Fuentes

| Periodo   | Nombre                      | Partido |
| --------- | --------------------------- | ------- |
| 1991-1995 | José Antonio López Escudero | PSOE    |
| 1995-1999 | José Antonio López Escudero | PSOE    |
| 1999-2003 | José Antonio López Escudero | PSOE    |
| 2003-2007 | José Antonio López Escudero | PSOE    |
| 2007-2011 | Sonia Martínez Bueno        | PSOE    |
| 2011-2015 | Abel Mellado Sánchez        | PSOE    |
| 2015-2019 | Pedro J. Martínez García    | PP      |
| 2019-2023 | Pedro J. Martínez García    | PP      |
| 2023-act. | Pedro J. Martínez García    | PP      |

## Fiestas y tradiciones
- Festival de Navidad. Tiene lugar el mismo día que dan las vacaciones en el colegio. Es organizado por los profesores y alumnos. Los niños cantan villancicos. Hay obras de teatro y bailes en el Salón del Ayuntamiento. Posteriormente tiene lugar la visita de Papá Noel, que reparte regalos.
- Los Diablotes. El 28 de diciembre, los quintos del pueblo con las caras pintadas cogen a las muchachas para encerrarlas en los calabozos (chiqueros de los toros) a cambio de la voluntad. El mayor de los quintos porta el bastón del alcalde, teniendo el poder político del municipio ese día y el menor de ellos lleva la sotana del cura, con el poder el eclesiástico.
- Cabalgata de los Reyes Magos. el 5 de enero, a eso de las 8 de la tarde, una cabalgata de los Reyes Magos de Oriente recorre en tractores las calles del municipio, repartiendo caramelos ilusión y alegría a todos los fuenteños. Los regalos se entregan en la iglesia. Durante todas las navidades el cerro de la malena es iluminado por la estrella de Belén.
- El 3 de febrero se prende una hoguera en honor a San Blas, en la plaza de toros. Cada vecino lleva un palo de leña para que San Blas le cuide la garganta. El Ayuntamiento invita a unas patatas asadas y un vino a todos los asistentes.
- Jueves Lardero.  Jueves anterior al Miércoles de Ceniza. Los fuenteños se lardean en el campo o en el parque del Dinosaurio con la comida típica (tortilla costillas, lomo y chorizo de orza en pan redondo).
- Semana Santa. El Viernes de Dolores se vuelve a iluminar el cerro de la Malena, pero esta vez con las tres cruces del Monte Calvario. Es en el amanecer del domingo de Resurrección cuando los quintos cuelgan al Judas en el campanario de la ermita. El Judas es un muñeco relleno de paja que luego es quemado el domingo por la tarde. En 2024, después de más de una década sin procesionar la Semana Santa, un grupo de jóvenes sacó las imágenes de la Semana Santa como antiguamente, siendo tradición que los quintos portaran las imágenes del Encuentro.
- Los Mayos. A las 12 de la noche del 30 de abril en la iglesia, se entonan los Mayos a la Virgen del Rosario, la patrona del pueblo, acompañados de la rondalla de guitarras bandurrias y laudes. Posteriormente el Ayuntamiento invita a un chocolate con bollos en la puerta. Durante toda la noche los quintos cantan los Mayos a los solteros y solteras del municipio y es cuando al día siguiente van a las casas de las mozas a entonárselos,  la gente les aplaude y les dan una propina.
- MTB Dinosaurios de Fuentes. Es una carrera de mountain bike, en la que un gran número de corredores se dan cita para pedalear por los caminos y senderos del municipio. Al finalizar se les da un pequeño aperitivo en el polideportivo donde tiene lugar la entrega de trofeos. La fecha de la carrera es marcada por la Diputación Provincial de Cuenca.
- Asunción de María (15 de agosto).  Nombre que da lugar a su iglesia. Por la mañana se celebra la eucaristía y la tarde es amenizada por música en la plaza de la fuente donde el Ayuntamiento reparte zurra y dulces.
- Fiestas patronales en honor a San Antonio de Padua. Se celebran el  domingo más  próximo al 13 de junio. Tradicional desde hace algunos años es el encierro nocturno del viernes; la suelta de reses bravas tiene lugar el sábado y el domingo celebran la misa y procesión, en donde San Antonio es acompañado por los niños que han recibido su primera comunión. El ambiente de las peñas ameniza sus verbenas.
- Fiestas patronales en honor a la Virgen del Rosario. Se celebran el primer domingo de octubre y son las fiestas mayores del municipio. El viernes ya caída la tarde, en la iglesia se realiza la ofrenda floral a la Virgen; en donde los fuenteños de honor (jóvenes de 18 años y niños que han tomado su  primera comunión) pues, en apenas unas horas así serán proclamados. La ofrenda la inician ellos, seguida del resto de la gente, finaliza con el canto del himno y una traca en honor a su patrona. Sobre las 23:45 h esos fuenteños de honor son acompañados desde la plaza del pueblo por la gente al polideportivo, donde tendrá lugar el pregón de fiestas y su proclamación como fuenteños de honor. Los principales atractivos de estas fiestas son los encierros taurinos por las calles de la localidad y la suelta en la plaza, junto a sus verbenas y la procesión a la Virgen del Rosario.  Unos fuegos artificiales dan comienzo y dan por finalizadas las fiestas grandes de la villa de Fuentes.